# 塔尔热
塔尔热（法語：Target，法語發音：[taʁʒɛ]）是法国阿列省的一个市镇，位于该省南部偏西，属于穆兰区。

## 地理
塔尔热（46°17'22"N, 3°3'41"E）面积26.47 平方千米，位于法国奥弗涅-罗讷-阿尔卑斯大区阿列省，该省份为法国中部省份，北起涅夫勒省、西北接谢尔省，西南至克勒兹省，南至多姆山省，东南临卢瓦尔省，东临索恩-卢瓦尔省。
与塔尔热接壤的市镇（或旧市镇、城区）包括：布洛马尔、希拉莱格利斯、莫内斯捷、圣马塞尔昂米拉、韦尔尼斯、武萨克。

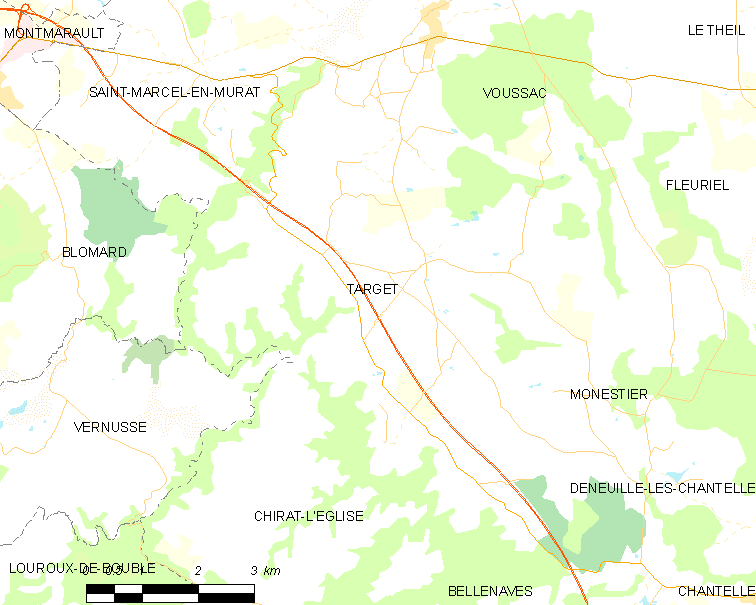
塔尔热的OSM定位图

塔尔热的时区为UTC+01:00、UTC+02:00（夏令时）。

## 行政
塔尔热的邮政编码为03140，INSEE市镇编码为03277。

## 政治
塔尔热所属的省级选区为加纳县。

## 人口

1962-2008年间塔尔热人口变化图示

塔尔热于2022年1月1日时的人口数量为247人。